# David di Donatello 1967
La 12a edició dels premis David di Donatello, concedits per l'Acadèmia del Cinema Italià va tenir lloc el 29 de juliol de 1967 al Teatre grecoromà de Taormina. El premi consistia en una estatueta dissenyada per Bulgari.

## Guanyadors

### Millor director
- Luigi Comencini - Incompreso

### Millor productor
- Mario Cecchi Gori - Il tigre (ex aequo)
- FAI - Films Artistici Internazionali - L'amansiment de la fúria (The Taming of the Shrew) (ex aequo)

### Millor actriu
- Silvana Mangano - Le streghe

### Millor actor
- Vittorio Gassman - Il tigre (ex aequo)
- Ugo Tognazzi - L'immorale (ex aequo)

### Millor actriu estrangera
- Julie Christie - Doctor Jivago (Doctor Zhivago) (ex aequo)
- Elizabeth Taylor - L'amansiment de la fúria (The Taming of the Shrew) (ex aequo)

### Millor actor estranger
- Richard Burton - L'amansiment de la fúria (The Taming of the Shrew) (ex aequo)
- Peter O'Toole - La nit dels generals (The Night of the Generals) (ex aequo)

### Millor productor estranger
- Carlo Ponti - Doctor Jivago (Doctor Zhivago)

### Millor director estranger
- David Lean - Doctor Jivago (Doctor Zhivago)

### Targa d'oro
- Ján Kadár i Elmar Klos, per la seva direcció a: Obchod na korze
- Graziella Granata, per la sevaa interpretació a: La ragazza del bersagliere; dirigida per Alessandro Blasetti
- Robert Dorfmann, per la producció de: La gran gresca (La grande vadrouille); dirigida per Gérard Oury
- Ingmar Bergman, pel conjunt de la seva filmografia

### David especial
- Stefano Colagrande i Simone Giannozzi, per la seva interpretació a Incompreso - Vita col figlio